# Osmorhiza purpurea
Osmorhiza purpurea är en flockblommig växtart som först beskrevs av John Merle Coulter och Joseph Nelson Rose, och fick sitt nu gällande namn av Wilhelm Nikolaus Suksdorf. Osmorhiza purpurea ingår i släktet Osmorhiza och familjen flockblommiga växter. Inga underarter finns listade i Catalogue of Life.